# ترسییا د لا تره
ترسییا د لا تره (به اسپانیایی: Torrecilla de la Torre) یک شهرستان در اسپانیا است که در استان وایادولید واقع شده‌است.